# Susan Brownmiller
Susan Brownmiller (nascida Susan Warhaftig; 15 de fevereiro de 1935 – 24 de maio de 2025) foi uma jornalista, escritora e ativista feminista estadunidense, mais conhecida por seu livro de 1975 Against Our Will: Men, Women, and Rape, que foi selecionado pela Biblioteca Pública de Nova Iorque como um dos 100 livros mais importantes do século XX.

## Vida inicial e educação
Susan Brownmiller nasceu no Brooklyn, Nova Iorque, em 24 de maio de 1935, filha de Mae e Samuel Warhaftig, um casal judeu de classe média baixa. Foi criada no Brooklyn e era filha única de seus pais. Seu pai emigrou de um shtetl polonês e tornou-se vendedor no Distrito de Confecções e posteriormente vendedor na loja de departamentos Macy's, e sua mãe era secretária no Empire State Building. Ela posteriormente adotou o pseudônimo Brownmiller, mudando legalmente seu nome em 1961.
Quando criança, Brownmiller foi enviada ao East Midwood Jewish Center por duas tardes por semana para aprender hebraico e história judaica. Ela comentaria mais tarde: "Tudo ficou meio misturado na minha cabeça, exceto por uma linha: uma porção de pessoas ao longo dos séculos parecia querer prejudicar o povo judeu. ... Posso argumentar que meu caminho escolhido – lutar contra danos físicos, especificamente o terror da violência contra as mulheres – teve suas origens no que aprendi na Escola Hebraica sobre os pogroms e o Holocausto."
Ela teve "uma adolescência tempestuosa", frequentando a Universidade Cornell por dois anos (1952 a 1954) com bolsas de estudo, mas não se graduou. Posteriormente estudou teatro na cidade de Nova Iorque. Apareceu em duas produções off-Broadway.

## Ativismo
Brownmiller também participou do ativismo pelos direitos civis, juntando-se ao Congress of Racial Equality e SNCC durante o movimento sit-in em 1964. Brownmiller se voluntariou para o Freedom Summer em 1964, onde trabalhou no registro de eleitores em Meridian, Mississippi. Segundo seu próprio relato:
Jan Goodman e eu estávamos no segundo grupo de voluntários para o Mississippi Freedom Summer... Quando ninguém mais na sessão de orientação em Memphis se voluntariou para Meridian, Jan e eu aceitamos a designação. Entre nós duas, tínhamos bons dez anos de experiência organizacional, a dela em primárias democratas e campanhas presidenciais, a minha no CORE, o Congress of Racial Equality, e nós duas juntas em campanhas de registro de eleitores no East Harlem. Na noite em que chegamos a Meridian, um secretário de campo convocou uma reunião, pedindo para ver os novos voluntários. Orgulhosamente levantamos as mãos. 'Merda!' ele explodiu. 'Pedi voluntários e me mandaram mulheres brancas.'
Ela se envolveu pela primeira vez no Movimento de Liberação das Mulheres na cidade de Nova Iorque em 1968, participando de um grupo de conscientização na recém-formada organização New York Radical Women, onde declarou: "Tive três abortos ilegais."
Brownmiller coordenou uma manifestação contra a revista Ladies' Home Journal em 1970. Ela começou a trabalhar em seu livro Against Our Will depois de um evento de denúncia sobre estupro das New York Radical Feminists em 1971, e então passou quatro anos pesquisando e escrevendo na Biblioteca Pública de Nova Iorque.
Em 1972, Brownmiller assinou seu nome na campanha da revista Ms. "We Have Had Abortions" ("Nós Fizemos Abortos"), que pedia o fim das "leis arcaicas" que limitavam a liberdade reprodutiva; elas encorajaram as mulheres a compartilhar suas histórias e tomar atitudes.
Em 1977, Brownmiller tornou-se associada do Women's Institute for Freedom of the Press (WIFP). O WIFP é uma organização editora sem fins lucrativos estadunidense. A organização trabalha para aumentar a comunicação entre mulheres e conectar o público com formas de mídia baseadas em mulheres. Ela participou de uma conferência feminista antipornografia em 1978. Cofundou a Women Against Pornography em 1979.

## Carreira
O caminho de Brownmiller para o jornalismo começou com um cargo editorial em uma "revista de confissões". Ela trabalhou como assistente do editor-chefe na Coronet (1959–60), como editora do Albany Report, uma revisão semanal da legislatura do Estado de Nova Iorque (1961–1962), e como pesquisadora de assuntos nacionais na Newsweek. Em meados da década de 1960, Brownmiller continuou sua carreira no jornalismo com posições como repórter para a NBC-TV na Filadélfia, redatora para The Village Voice, e como roteirista de noticiário de rede para a ABC-TV na cidade de Nova Iorque.
A partir de 1968, ela trabalhou como escritora freelancer; suas resenhas de livros, ensaios e artigos apareceram regularmente em publicações incluindo The New York Times, Newsday, The New York Daily News, Vogue, e The Nation. Em 1968, ela assinou o compromisso "Writers and Editors War Tax Protest", prometendo recusar o pagamento de impostos em protesto contra a Guerra do Vietnã.
Em Nova Iorque, ela começou a escrever para The Village Voice e tornou-se roteirista de telejornal da rede na American Broadcasting Company, trabalho que manteve até 1968. Em seus últimos anos, continuou a escrever e falar sobre questões feministas, incluindo uma memória e história do feminismo radical da Segunda Onda intitulada In Our Time: Memoir of a Revolution (1999).

## Against Our Will
Against Our Will (1975) é um livro feminista no qual Brownmiller argumenta que o estupro "não é nada mais nem menos que um processo consciente de intimidação pelo qual todos os homens mantêm todas as mulheres em estado de medo." Para escrever o livro, depois de ter ajudado a organizar o Evento de Denúncia sobre Estupro das New York Radical Feminists em 24 de janeiro de 1971, e a Conferência sobre Estupro das New York Radical Feminists em 17 de abril de 1971, ela passou quatro anos pesquisando sobre estupro. Ela estudou o estupro ao longo da história, desde os primeiros códigos da lei humana até os tempos modernos. Coletou recortes para encontrar padrões na forma como o estupro é reportado em vários tipos de jornais, analisou representações de estupro na literatura, filmes e música popular, e avaliou estatísticas criminais.Predefinição:Carece de fontes melhores
O livro de Brownmiller recebeu críticas de feministas, incluindo bell hooks e Angela Davis, que escreveram que a discussão de Brownmiller sobre estupro e raça tornou-se um "partidarismo irreflexivo que beira o racismo".
Depois que o livro foi publicado, Brownmiller foi nomeada como uma das pessoas do ano da revista Time. Em 1995, a Biblioteca Pública de Nova Iorque selecionou Against Our Will como um dos 100 livros mais importantes do século XX.

## Livros
- Shirley Chisholm: A Biography (Doubleday, 1970) [23]
- Against Our Will: Men, Women, and Rape (Simon and Schuster, 1975/Fawcett Columbine 1993) [23]
- Femininity (Linden Press/Simon & Schuster, 1984)[24][25]
- Waverly Place (Grove Press, 1989) [23]
- Seeing Vietnam: Encounters of the Road and Heart (HarperCollins, 1994) [23]
- In Our Time: Memoir of a Revolution (Dial Press, 1999)[26][27]
- My City High Rise Garden (Rutgers University Press, 2017)[2][28]

## Honrarias
Brownmiller ganhou uma Alicia Patterson Journalism Fellowship em 1973 para pesquisar e escrever sobre o crime de estupro. Ela foi nomeada como uma das 12 Mulheres do Ano pela revista Time em 1975.
Ela aparece no filme de história feminista She's Beautiful When She's Angry (2014).

## Vida pessoal
Ela se descrevia como "uma mulher solteira", mesmo sendo "sempre uma grande defensora do romance e da parceria." "Gostaria de estar em associação próxima com um homem cujo trabalho eu respeitasse," disse a um entrevistador em 1976, atribuindo seu estado de solteira ao fato de que "não estava disposta a fazer concessões." Ela nunca se casou.
Brownmiller morreu em 24 de maio de 2025, em um hospital na cidade de Nova Iorque de uma doença prolongada aos 90 anos. Seus papéis foram arquivados em Harvard, na Biblioteca Arthur e Elizabeth Schlesinger sobre a História das Mulheres na América.